# Михаил Буботинов
Вижте пояснителната страница за други личности с името Михаил Буботинов.
Михаил К. Буботинов е български просветен деец, общественик, един от основателите на Народната библиотека.

## Биография
Роден е в София в 1839 година. През 1857 година посещава училището, открито от Сава Филаретов в първи клас. На 6 декември 1861 година държи пламенна реч срещу хаджи Мано Стоянов, привърженик на митрополит Доротей Софийски. През 1863 – 1865 година учителства в София на мястото на починалия Константин Геров. По-късно учител в Русе. През втората половина на 1866 година е първи и главен учител в класното училище в Кюстендил.
През 1872 година е изпратен от Македонската българска дружина в Цариград за учител в българското училище в Солун, където според Стоян Заимов действа като пратеник на БРЦК.
През 1874 година ръководи Българското общество „Возрождение“ и като такъв подема инициативата за строеж на български църкви и училища в Солун.
Ръководи девическото училище открито от Сава Филаретов. След приемането на османската конституция, въвежда задължителното изучаване на турски език. С това губи доверието на градската общественост. Заедно с Боне Петров организират в пълна тайна от османците 800 подписи за декларация-протест. Събират подписите в тайни стаи на църквата. Изпращат копия до френското, английското и руското посолсвто, както и до Българската екзархия в Цариград. Буботинов носи протеста до френския консул Леандър Леге, който се съгласява да препрати писмата до Цариград.
По време на Руско-турската война 1877 – 1978 година е назначен от генерал Йосиф Гурко за член на първия временен градски съвет на София. След Освобождението се занимава с обществено-училищна дейност. На 10 февруари 1878 година е назначен от софийския губернатор Пьотър Алабин за секретар на градския съвет. На 4 април 1878 година предлага учредяването на Народната библиотека.
Негов потомък е писателят Михаил Буботинов.

## Памет
На Михаил Буботинов е наречена улица в квартал „Иван Вазов“ в София (Карта).